# Чудная райская птица
Чу́дная ра́йская пти́ца (лат. Lophorina superba) — вид воробьинообразных птиц из семейства райских птиц (Paradisaeidae). Чудная райская птица обитает в горах Западной Новой Гвинеи (Индонезия) и в Папуа — Новой Гвинее, на высоте не ниже 2000 метров над уровнем моря. Длина тела — 23 см. Весит взрослая птица 85 граммов. Оперение у самца бархатисто-чёрное, у самки пурпурно-бурое.

## Подвиды
Выделяют 2 подвида:
- Lophorina superba niedda;
- Lophorina superba superba — распространён на полуострове Чендравасих (северо-запад Новой Гвинеи)[6].